# Кореневі сервери DNS

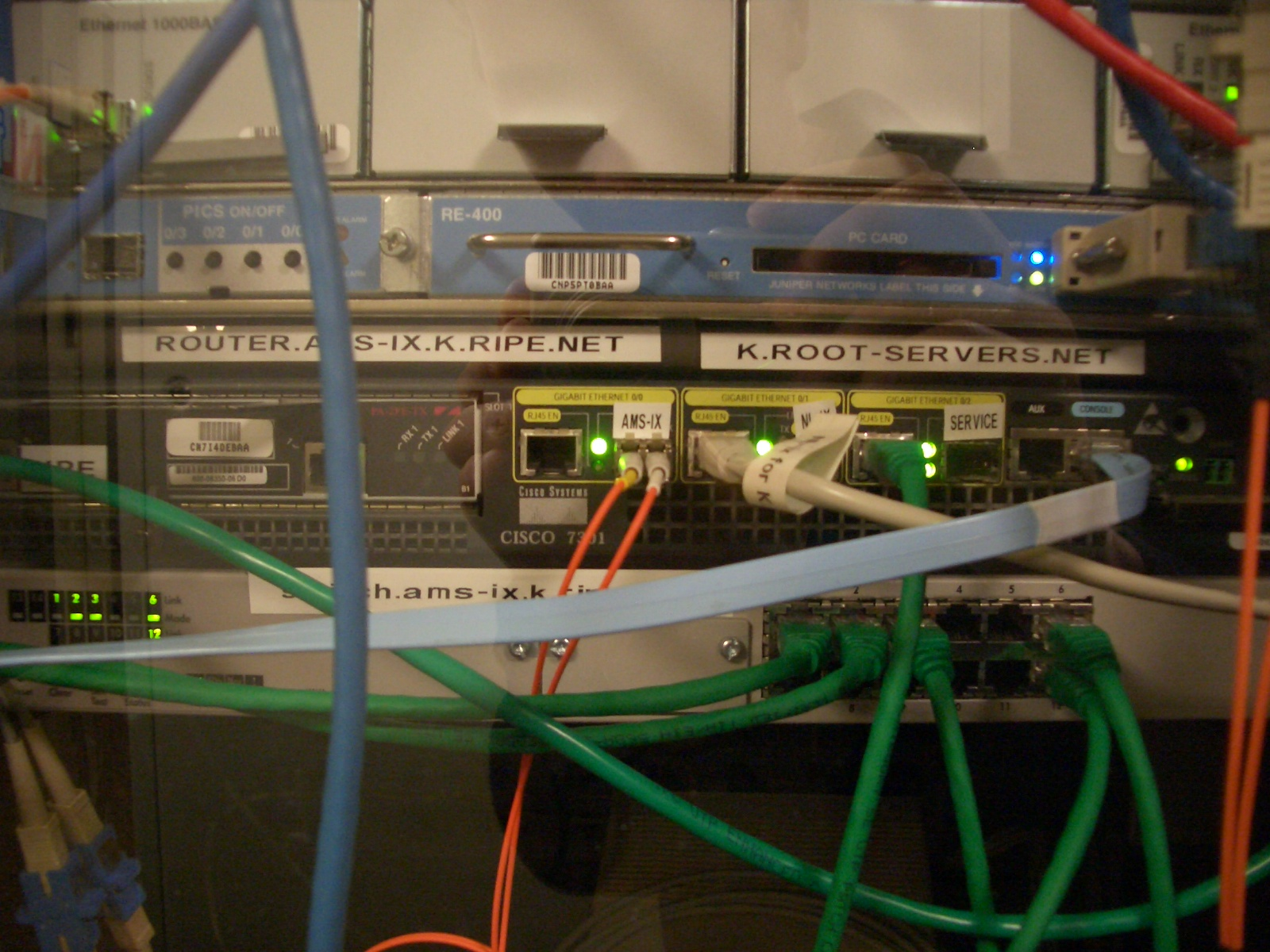
Дзеркало сервера «K» в Amsterdam Internet Exchange

Кореневі сервери DNS — DNS-сервери, що забезпечують роботу кореневої зони DNS в мережі Інтернет. Кореневі DNS-сервери відповідають на запити інших DNS-серверів в ході трансляції доменних імен в IP-адреси і дозволяють отримати список DNS-серверів для будь-якого домену верхнього рівня (TLD): UA, COM, NET, MUSEUM і ін. 
Існує тринадцять кореневих серверів DNS, їх доменні імена мають вигляд letter.root-servers.net, де letter - літери від A до M . Кожен кореневий сервер DNS (за винятком B. root) складається з безлічі хостів-реплік, розміщених в різних локаціях мережі Інтернет і мають одну IP-адресу. Маршрутизація запитів до реплік кореневих DNS-серверів здійснюється із застосуванням технології anycast. Таким чином досягається швидкий час відгуку і стабільна робота системи.
Кореневі DNS-сервери керуються дванадцятьма різними організаціями, які діють на підставі угод з корпорацією ICANN. В їх число входять університети, організації Міністерства Оборони США, некомерційні асоціації. Оператори кореневих DNS-серверів фінансово і юридично незалежні від ICANN і утворюють неформальну групу, метою якої є координація спільних дій та обмін операційною інформацією та досвідом. 
Члени групи є також членами Консультаційної ради ICANN з управління кореневими серверами (Server System Root Advisory Committee, RSSAC), в завдання якого входить вироблення рекомендацій по управлінню кореневими серверами DNS та внесення різних змін в систему. Прийнято вважати, що подібна незалежність і різнорідність операторів кореневих DNS-серверів є основою технічної та політичної стабільності системи в цілому, виключаючи узурпацію керування якою-небудь із сторін. 
Офіційна інформація про діючі кореневі DNS сервери публікується на сайті Асоціації операторів Кореневих DNS-серверів http://root-servers.org [Архівовано 24 серпня 2017 у Wayback Machine.].
| Ім'я хоста         | IP-адреси                         | Керуюча організація:                    |
| ------------------ | --------------------------------- | --------------------------------------- |
| a.root-servers.net | 198.41.0.4, 2001:503:ba3e::2:30   | VeriSign, Inc.                          |
| b.root-servers.net | 199.9.14.201, 2001:500:200::b     | University of Southern California (ISI) |
| c.root-servers.net | 192.33.4.12, 2001:500:2::c        | Cogent Communications                   |
| d.root-servers.net | 199.7.91.13, 2001:500:2d::d       | University of Maryland                  |
| e.root-servers.net | 192.203.230.10, 2001:500:a8::e    | NASA (Ames Research Center)             |
| f.root-servers.net | 192.5.5.241, 2001:500:2f::f       | Internet Systems Consortium, Inc.       |
| g.root-servers.net | 192.112.36.4, 2001:500:12::d0d    | US Department of Defense (NIC)          |
| h.root-servers.net | 198.97.190.53, 2001:500:1::53     | US Army (Research Lab)                  |
| i.root-servers.net | 192.36.148.17, 2001:7fe::53       | Netnod                                  |
| j.root-servers.net | 192.58.128.30, 2001:503:c27::2:30 | VeriSign, Inc.                          |
| k.root-servers.net | 193.0.14.129, 2001:7fd::1         | RIPE NCC                                |
| l.root-servers.net | 199.7.83.42, 2001:500:9f::42      | ICANN                                   |
| m.root-servers.net | 202.12.27.33, 2001:dc3::35        | WIDE Project                            |

В Україні розміщено 9 реплік кореневих серверів DNS:
- 2 F.root (Київ);
- D.root(Київ);
- L.root (Київ, Одеса, Харків);
- I.root (Київ);
- J.root (Київ);
- E.root (Київ).

Географічне розподіл кореневих DNS-серверів (2006)

Функціонування кореневих DNS-серверів критично для функціонування мережі Інтернет в цілому, оскільки вони забезпечують перший крок у трансляції доменних імен в IP-адреси. 
Спростування поширених помилок:
- За винятком незначної частки DNS-запитів, інтернет-трафік не проходить через кореневі сервери;
- Не кожен DNS-запит обробляється кореневим сервером;
- Кореневі сервери обслуговуються не добровольцями в якості хобі, а професіоналами, і добре фінансуються;
- Жодна організація (комерційна або урядова) не контролює всю систему.

За різними оцінками, лише від 18 до 32 % запитів доменних імен призводить до звернення безпосередньо до одного з кореневих серверів, інші запити використовують кешування DNS-записи про TLD NS.

## Дивись також
- Проект AS112
- Альтернативні кореневі сервери DNS